# 我的战争 (电影)
《我的战争》是由彭顺执导，刘恒编剧，中国电影股份有限公司出品的一部战争片。
本片改编自巴金的小说《团圆》，讲述了一群志愿军战士在朝鲜战场上所经历的故事。

## 演员
| 演员   | 角色   | 备注 |
| 刘烨   | 孙北川 |      |
| 王珞丹 | 孟三夏 |      |
| 黄志忠 | 李顺良 |      |
| 杨祐宁 | 张洛东 |      |
| 叶青   | 王文珺 |      |
| 王龙华 | 刘诗文 |      |
| 果靖霖 | 田义舟 |      |

## 電影宣傳片爭議
《我的戰爭》尚未正式在院線上映，2分鐘的「公益宣傳片」已經在網絡上引起大量爭議和激烈的批評。宣傳片邀請20位中國老藝術家出鏡，故事情節大致如下：一個「夕陽紅旅遊團」到韓國首爾旅遊，韓國導遊熱情接待，用漢語跟大家打招呼「你們都是第一次來到首爾，所以我先給你們介紹一下。」這時，老藝術家們糾正說，自己不是第一次來。在韓國導遊的驚訝和不解中，老藝術家越講越興奮。紛紛十分自豪地表示，「那時我們是文工團的！」「我們是鋼刀連的！」「我們是六十多年前來的！」「那時候不用護照！」「我們是舉着紅旗進來的！」「那會兒這叫漢城！」
這支宣傳片的劇情基本出自網上的一個老段子。不過，原版的段子裡，志願軍老兵是因為被韓國海關刁難才加以反擊，但在宣傳片中，韓國導游的形象青春溫柔，老人們的態度反倒顯得無理取鬧、耀武揚威。清華大學新聞與傳播學院教授尹鴻表示，該宣傳片引起軒然大波，一方面說明人道精神和歷史唯物主義已成公眾常識，另一方面也說明電影宣傳觀念僵化落后。他也解釋，電影主題與宣傳片其實是有差別的，「劉恆劇本表現的是戰爭的殘酷和對人性的考驗」。《我的戰爭》導演彭順則在首映禮上表示，自己也關注到網上關於宣傳片鋪天蓋地的討論，「宣傳片不是我拍的，其實我也只是一個觀眾。我認為這部中影內部制作的宣傳片出發點沒有問題，拍攝宣傳片的導演也曾透露，創意來自之前網上流傳很久的段子，但他可能也沒想到會有這麼大的反響。」
環球時報則評論：「近年來人們開始從人道主義角度回顧歷史的很多情節，這是有價值的。但這樣的發掘不應是對歷史真實旋律的粗暴否定。抗美援朝中有無數英勇犧牲，那些犧牲更多奠定了中國作為一個『站起來的』東方大國的基礎，而非要為這個國家之後犯過的一些錯誤負責。」、「外國媒體和各種出版物中不顧及中國人感受的內容數不勝數，憑什麼中國民間對外發聲就要先做嚴格的自我審查？」、「千萬別外國人還沒説啥，我們內部有些人先因為『疑似不得體』而『嚇尿』了。」